# Progress in Neurobiology
Progress in Neurobiology (Прогресс в нейробиологии) — международный ежемесячный рецензируемый научный журнал, охватывающий все аспекты нейронаук, с уделением особого внимания мультидисциплинарным подходам.
Основан в 1973 году и выпускается научным издательским домом Elsevier.
Включен в Index Medicus (MEDLINE) и др.
Годовой и пятилетний импакт-факторы превышают 10 (2016).
Согласно ISI 2016 JCR, занимает 7 место из 258 в категории нейронаук.
Шеф-редактор — Sabine Kastner (Принстонский университет). В состав редакционной коллегии входят Хада Акил (США), Макс Беннетт (Австралия), Елена Каттанео (Италия), Джералд Фишбах (США), Майкл Гринберг (США) и др.